# Some Kind of Bliss
«Some Kind of Bliss» — песня австралийской певицы Кайли Миноуг, записанная для её шестого студийного альбома Impossible Princess (1997). Композиция была выпущена 8 сентября 1997 года на лейблах BMG, Deconstruction и Mushroom в качестве ведущего сингла с пластинки. Авторами песни, помимо самой певицы, выступили Джеймс Дин Брэдфилд и Шон Мур, а продюсерами — Брэдфилд и Дэйв Эринга. «Some Kind of Bliss» — песня в стиле брит-попа, в которой преобладают гитара и ударные инструменты. Текст композиции повествует о том, как Миноуг чувствует себя счастливой.

## История создания
После выпуска сингла «Where the Wild Roses Grow» совместно с австралийской рок-группой Nick Cave and the Bad Seeds в 1995 году, Миноуг получила положительные отзывы критиков за эксперименты с рок-музыкой: рецензенты высоко оценили переход певицы от «поющего попугайчика», коим когда-то её окрестили, ко взрослой женщине. В связи с этим, Миноуг, заручившись поддержкой своего возлюбленного Стефана Сенауи, решила поэкспериментировать с разными стилями на новом альбоме. Валлийский музыкант Джеймс Дин Брэдфилд, связавшись с A&R Миноуг Питом Хэдфилдом, спросил о его текущем проекте. Хэдфилд ответил, что в настоящее время работает над новым альбомом Кайли Миноуг, и Брэдфилд, спросив, может ли он поработать с певицей, получил положительный ответ.
Вскоре Брэдфилд отправил Миноуг демо песни «I Don't Need Anyone», но певице не понравился её текст и она решила его переписать. Несмотря на это, Миноуг сочла «трудным» процесс написания песни, поэтому Брэдфилд, дабы завершить работу над композицией, смешал оригинальный текст демоверсии с лирикой, которую написала Миноуг. Миноуг понравился такой способ написания песен, и она решила проделать то же самое с «Some Kind of Bliss», написав её в соавторстве с Брэдфилдом и Шоном Муром.
Творческим процессом во время записи альбома руководили Миноуг и продюсеры из Brothers in Rhythm. Пит Хэдфилд был обеспокоен отсутствием широкого выбора синглов, так как, по его мнению, песни написанные Миноуг, не соответствовали коммерческим стандартам. В связи с этим в январе 1997 года был отложен релиз потенциального сингла, дабы довести альбом «до совершенства». «Some Kind of Bliss» была выпущена 8 сентября 1997 года в качестве главного сингла с Impossible Princess. В CD-версию сингла, помимо основной песни, вошли две композиции: «Limbo», которая изначально должна была стать синглом, и новая песня «Love Takes Over Me».

## Список композиций
CD-сингл
1. «Some Kind of Bliss» — 4:13
2. «Limbo» — 4:06
3. «Some Kind of Bliss» (Quivver remix) – 8:39

Промо CD
1. «Some Kind of Bliss» — 4:13
2. «Some Kind of Bliss» (Quivver remix) – 8:39

7" грампластинка
1. «Some Kind of Bliss» (Radio Edit) – 3:50
2. «Love Takes Over Me»  – 4:14

12" грампластинка
1. «Some Kind of Bliss» (Quivver remix) – 8:39
2. «Some Kind of Bliss» (Quivver remix) – 8:39

Аудиокассета
1. «Some Kind of Bliss» — 4:13
2. «Limbo» — 4:06

Цифровая дистрибуция и видеоклип
1. «Some Kind of Bliss» — 4:13
2. «Some Kind of Bliss» (видеоклип) — 4:13